# Anduele Pryor
Anduele Pryor (Paramaribo, 26 aprile 1985) è un ex calciatore surinamese naturalizzato olandese, di ruolo attaccante.